# Roger Chanez
Pour les articles homonymes, voir Chanez.
Roger Chanez, né le 7 septembre 1940 à Mézières, est un écrivain, poète et essayiste vaudois.

## Biographie
Après des études de chant lyrique et de piano au Conservatoire de Lausanne, il publie de nombreux recueils de poèmes, dont Tapisserie de l'âme invisible, Jardins d'hiver et L'amour aux nues, ainsi que des textes en proses. Il collabore également à la revue française de poésie contemporaine Séquences publiée chez Grassin et à l'anthologie La poésie an 2000. 
Roger Chanez est membre de la Société Suisse des écrivaines et écrivains, du PEN International (Suisse Romande), de la Société d'arts et lettres de France, de l'Association vaudoise des écrivains, de la Société genevoise des écrivains et de ProLitteris. 
Son œuvre a été récompensée à de nombreuses reprises, notamment par l'Académie Internationale de Lutèce (plusieurs médailles entre 1985 et 1992), par les Arts et lettres de France (médaille du Mérite littéraire en 2000) et par la Société des poètes et artistes de France (Prix de la grande œuvre poétique en 2003). En 2007, il publie son sixième recueil intitulé Flashes, poèmes et pensées. 

## Sources
- « Roger Chanez », sur la base de données des personnalités vaudoises sur la plateforme « Patrinum » de la Bibliothèque cantonale et universitaire de Lausanne.
- Anne-Lise Delacrétaz, Daniel Maggetti, Écrivaines et écrivains d'aujourd'hui, p. 65-66
- A D S - Autorinnen und Autoren der Schweiz - Autrices et Auteurs de Suisse - Autrici ed Autori della Svizzera
- AVP - Fonds 1999